# جورج كرامر
جورج كرامر (1898 في سويسرا - 1 سبتمبر 1962 بمونبلييه في فرنسا) هو مدرب كرة قدم ولاعب كرة قدم سويسري في مركز الهجوم. شارك مع منتخب سويسرا لكرة القدم. أما مع النوادي، فقد لعب مع نادي بيل-بيين ونادي سيت ونادي غراسهوبر زيوريخ ونادي مونبلييه ونادي نوشاتل زاماكس ونيم أولمبيك وFC Lyon ‏ ونادي ليون لكرة القدم ‏ وA.S. Villeurbanne Éveil lyonnais ‏ وGallia Club Lunel ‏ وSporting Club Nimes ‏.

## وصلات خارجية
- جورج كرامر على موقع قاعدة بيانات كرة القدم.إي يو (الإنجليزية)